# 孟青录
孟青录（1963年—），男，汉族，内蒙古集宁人，中华人民共和国政治人物。现任中国天主教爱国会副主席，圣召培育委员会主任。第十二、十三、十四届全国政协委员。